# Mistrovství světa juniorů ve sportovním lezení 1999
Mistrovství světa juniorů ve sportovním lezení 1999 (anglicky: UIAA World Youth Championship) se uskutečnilo jako sedmý ročník 3. září v italském Courmayeuru v lezení na obtížnost. Do průběžného světového žebříčku juniorů se bodovalo třicet prvních závodníků v každé kategorii lezců od 14 do 19 let.

## Češi na MSJ
Nejlépe si vedl Jakub Hlaváček v kategorii A, který skončil na osmém místě.

## Výsledky juniorů a juniorek
| obtížnost                 | obtížnost          |
| ------------------------- | ------------------ |
| junioři                   | juniorky           |
| 1. Flavio Crespi          | 1. Delphine Martin |
| 2. Yves Hasbani           | 2. Eva Tusar       |
| 3. Patxi Usobiaga Lakunza | 3. Alexandra Eyer  |
|                           |                    |
| 31. Ondřej Marčík         | —                  |
| ? finalistů               | ? finalistek       |
| ? semifinalistů           | ? semifinalistek   |
| 54 juniorů                | 28 juniorek        |

## Výsledky chlapců a dívek v kategorii A
| obtížnost            | obtížnost             |
| -------------------- | --------------------- |
| chlapci              | dívky                 |
| 1. Tomaz Valjavec    | 1. Olga Šalagina      |
| 2. Mykhaylo Shalagin | 2. Sandrine Levet     |
| 3. Kilian Fischhuber | 3. Barbara Bacher     |
|                      |                       |
| 8. Jakub Hlaváček    | 31. Martina Kadlecová |
| 43. Slávek Hrkal     | —                     |
| ? finalistů          | ? finalistek          |
| ? semifinalistů      | ? semifinalistek      |
| 58 chlapců           | 35 dívek              |

## Výsledky chlapců a dívek v kategorii B
| obtížnost         | obtížnost             |
| ----------------- | --------------------- |
| chlapci           | dívky                 |
| 1. Roman Felix    | 1. Natalija Gros      |
| 2. Adam Stack     | 2. Katarzyna Dlugosz  |
| 3. Remi Samyn     | 3. Nadine Ruh         |
|                   |                       |
| 19. Petr Solanský | 23. Petra Melicharová |
| 25. Michal Zubek  | —                     |
| ? finalistů       | ? finalistek          |
| ? semifinalistů   | ? semifinalistek      |
| 45 chlapců        | 33 dívek              |